# Mariakapel (Welten)

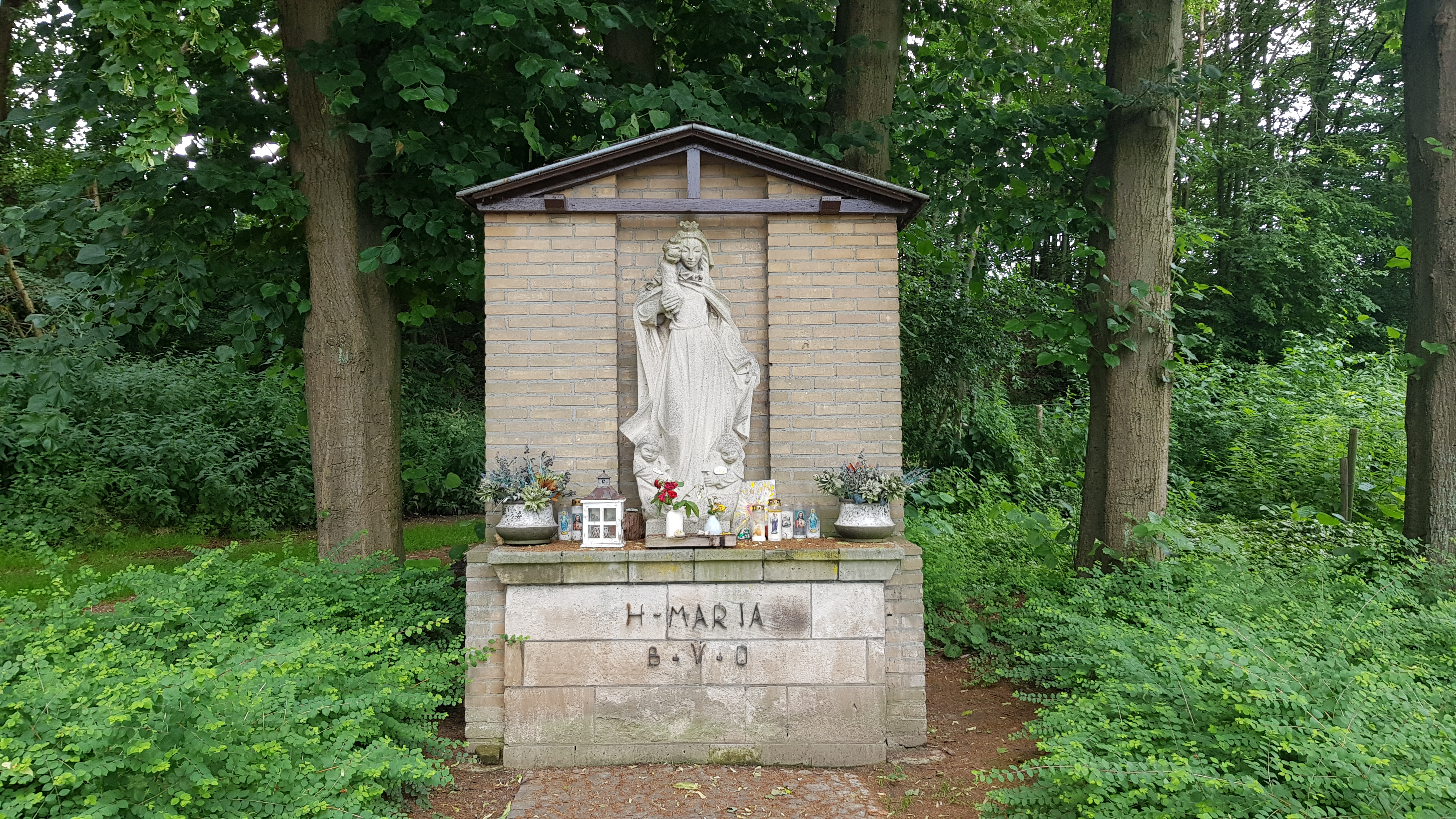
De Mariakapel

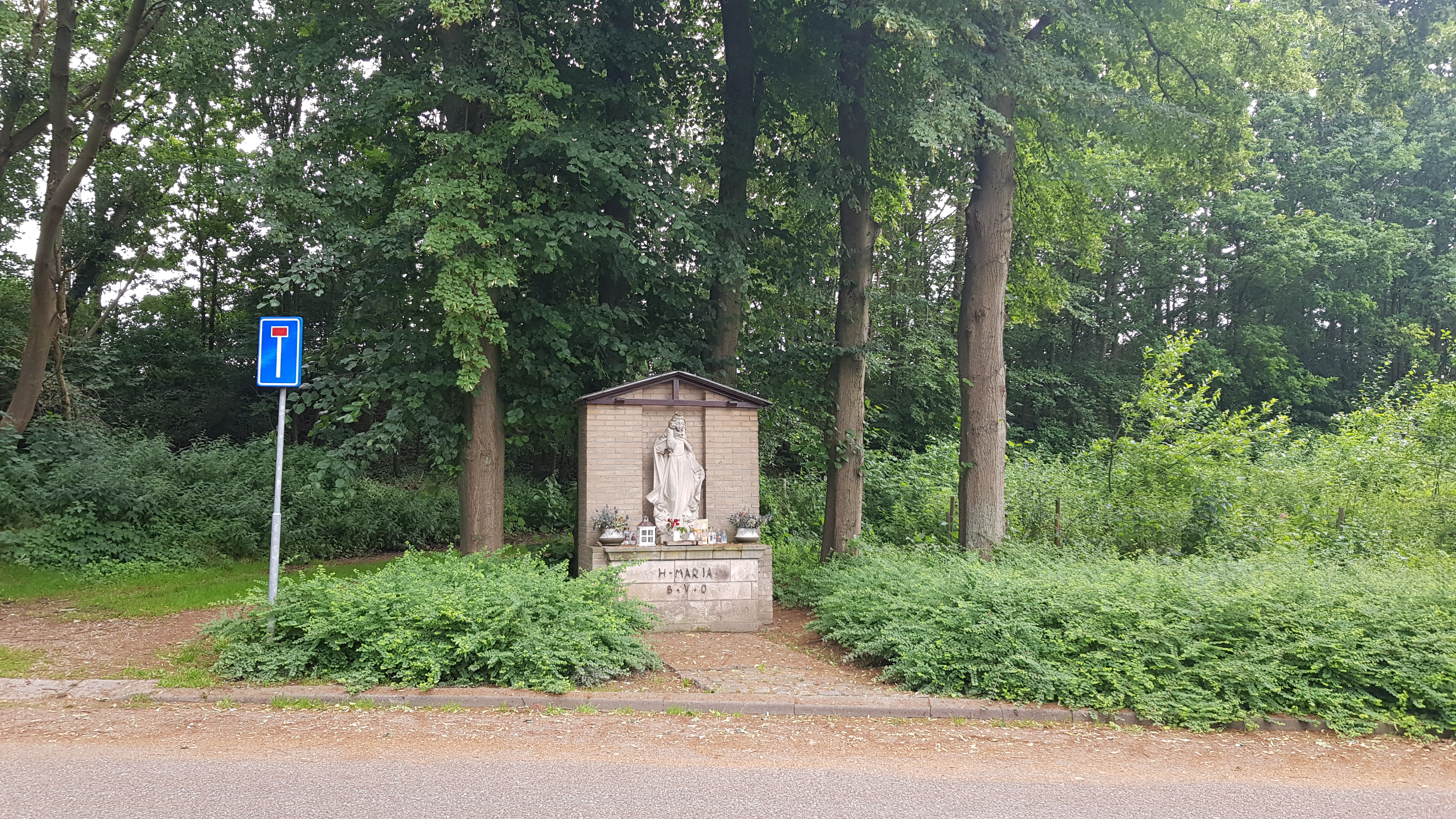
De Mariakapel

De Mariakapel is een niskapel in Welten in de Nederlands Zuid-Limburgse gemeente Heerlen. De kapel staat aan de westrand van de wijk aan de Mergelsweg aan de splitsing waarbij de straat De Thun hierop uitkomt. Binnen 20 meter naar het westen ligt de A76.
De kapel is gewijd aan het Maria, specifiek aan Onze-Lieve-Vrouw van Altijddurende Bijstand.

## Geschiedenis
In 1954 werd de kapel gebouwd en op zondag 16 mei 1954 werd de kapel ingewijd door de pastoor.

## Bouwwerk
De zeer open kapel is opgetrokken in gele bakstenen en wordt gedekt door een smal houten zadeldak met shingles. De kapel bestaat in de hoofdzaak uit een muur waarin een nis is aangebracht en ervoor is een altaar geplaatst. Dit altaar is tegen de bakstenen muur aangebouwd en opgetrokken in mergelsteen. Aan de voorzijde van het altaar is in metalen letters een tekst aangebracht:

H. Maria
B.V.O(Heilige Maria
Bid voor ons)

Op het altaar is een groot Mariabeeld geplaatst dat gemaakt is door beeldhouwer Sjef Eijmael. Het beeld heeft een hoogte van ongeveer 150 centimeter en stelt Maria voor met een kind op de rechterarm en twee kleine gestalten aan haar voeten. De linker gestalte houdt een anker vast dat symbool staat voor hoop, de rechter houdt een kruis vast dat symbool staat voor geloof.